# Назаренко, Александр Евгеньевич (военный деятель)
Александр Евгеньевич Назаренко (бел. Аляксандр Яўгенавіч Назаранка, 31 июля 1962) — белорусский военный деятель, и.о. начальника Государственной инспекции охраны животного и растительного мира при Президенте Республики Беларусь (2018). Генерал-майор.

## Биография
Родился 31 июля 1962 года в Гомельской области.
В 1985 году окончил 2 роту Минского высшего военно-политического общевойскового училища.
В 1988—1993 годах проходил службу на офицерских должностях в особых отделах КГБ по войсковым подразделениям Дальневосточного военного округа России.
В 1993—1995 годах работал в управлении военной контрразведки КГБ Республики Беларусь.
В 1995—2002 годах работал в Службе безопасности Президента Республики Беларусь.
В 2002—2003 годах являлся начальником управления собственной безопасности МВД Республики Беларусь.
С 2 июля 2003 года по 4 января 2008 года являлся начальником Главного управления (до 2004 года — Комитет) по борьбе с организованной преступностью и коррупцией МВД Республики Беларусь.
В 2008—2009 годах был заместителем начальника Академии МВД Республики Беларусь по воспитательной работе и кадровому обеспечению.
С ноября 2009 года работал заместителем начальника управления военной контрразведки КГБ Республики Беларусь. С октября 2012 года по 31 июля 2017 года — начальник управления военной контрразведки КГБ Республики Беларусь.
31 июля 2017 года уволен с военной службы в запас по возрасту.
С августа 2017 года по настоящее время работает начальником координационно-инспекторского управления Государственного секретариата Совета Безопасности Республики Беларусь.
С 3 мая по июнь 2018 года исполнял обязанности начальника Государственной инспекции охраны животного и растительного мира при Президенте Республики Беларусь. 15 июля 2019 года включен в состав коллегии Государственной инспекции охраны животного и растительного мира при Президенте Республики Беларусь.

## Награды
- медаль «За безупречную службу» III степени,
- медаль «За безупречную службу» II степени,
- медаль «За отличие в воинской службе»,
- медаль «За заслуги перед полицией» II степени (Республика Польша), 2009[5],
- благодарность Президента Республики Беларусь.